# Michèle Anne De Mey
Michèle Anne De Mey, née à Bruxelles le 21 juillet 1959, est une danseuse et chorégraphe belge.

## Biographie
Michèle Anne De Mey étudie l'école de ballet Annie Flore (Bruxelles) puis à l'École Mudra de 1976 à 1979 et participe à plusieurs créations d'Anne Teresa De Keersmaeker (qu'elle avait rencontrée chez Lilian Lambert), dont notamment le célèbre Fase (1982) qu'elle danse de nombreuses années en duo avec elle, Rosas danst Rosas (1983), Elena's Aria (1984). En 1983, elle est l'une des quatre membres fondatrices de la compagnie Rosas.
De Mey signe sa première chorégraphie, Passé simple, en 1981. Avec Sinfonia eroïca (1990), elle fonde sa compagnie et l'association « Astragale ». Elle a également signé la chorégraphie de deux films : Love Sonnets (1993) et 21 études à danser (1999), réalisés par son frère Thierry De Mey.
Depuis le 1er juillet 2005, elle est la principale directrice artistique de Charleroi/Danses.

## Principales chorégraphies
- 1981 : Passé simple
- 1984 : Ballatum
- 1986 : Face à face
- 1988 : Face à Face (film d'Eric Pauwels)
- 1989 : Trois danses hongroises (film d'Eric Pauwels)
- 1989 : Trois danses hongroises
- 1989 : Vendredi 10 mars : Angers
- 1990 : Sinfonia eroïca
- 1991 : Châteaux en Espagne
- 1992 : L'Histoire du soldat (pour le Théâtre de la Monnaie)
- 1992 : Sonatas 555
- 1992 : Ice
- 1992 : Duo
- 1992 : Quatrième danse hongroise
- 1994 : Love Sonnets (film de Thierry De Mey)
- 1994 : Pulcinella
- 1995 : Cahier
- 1995 : Solo
- 1995 : Solo Aria Antiche
- 1996 : 1er mouvement du quintet pour clarinette
- 1996 : Tableau
- 1996 : Maternité
- 1997 : Katamênia
- 1999 : 21 Études à danser (film de Thierry De Mey)
- 1999 : Un jour la nuit
- 2000 : Just Like Before
- 2000 : Un jour la nuit 2
- 2000 : 35 m2
- 2000 : Le Sacre en couleurs
- 2001 : Conférence dansée
- 2001 : Utopie
- 2002 : Raining Dogs
- 2002 : In Somnia
- 2004 : 12 Easy Waltzes
- 2005 : 13 Raisons for dancing
- 2006 : Sinfonia eroica (re-création)
- 2007 : P.L.U.G.
- 2007 : Fast Foot
- 2008 : Koma
- 2009 : Neige
- 2011 : Kiss and Cry (avec Jaco Van Dormael)
- 2012 : Lamento
- 2012 : O Solitude
- 2015 : Cold Blood (avec Jaco Van Dormael)
- 2017 : Amor (avec Jaco Van Dormael)

## Prix et distinctions
- 1990 : Ève du Théâtre
- 1999 : Prix de la Société des auteurs compositeurs dramatiques (SACD) pour l'ensemble de son œuvre
- 2011 : Prix de la critique belge pour Kiss and Cry
- 2014 : l'université de Mons lui décerne le diplôme de docteur honoris causa